# Sebastian Kaleta
Sebastian Jerzy Kaleta (ur. 29 lipca 1989 w Siedliszczu) – polski urzędnik państwowy, samorządowiec, radca prawny, sekretarz stanu w Ministerstwie Sprawiedliwości (2019–2023), przewodniczący komisji ds. reprywatyzacji nieruchomości warszawskich (2019–2023), poseł na Sejm IX i X kadencji.

## Życiorys
Absolwent I Liceum Ogólnokształcącego im. Stefana Czarnieckiego w Chełmie. W 2013 ukończył z wyróżnieniem studia prawnicze na Wydziale Prawa i Administracji Uniwersytetu Warszawskiego, w trakcie studiów był m.in. członkiem Senatu UW oraz przewodniczącym komisji rewizyjnej i wyborczej samorządu studentów. W 2012 założył organizację Młodzi dla Polski (koncentrującą się na kwestiach patriotycznych i studenckich), do 2016 pozostawał jej prezesem. W 2014 zorganizował na Uniwersytecie Warszawskim spotkanie z Jarosławem Kaczyńskim. Z inicjatywy organizacji Młodzi dla Polski powstał w Warszawie pomnik Witolda Pileckiego na Żoliborzu.
W 2017 ukończył aplikację radcowską przy Okręgowej Izbie Radców Prawnych w Warszawie. Podjął pracę w kancelarii prawnej. Był wiceprezesem zarządu IT Law Solutions (do 2015) i Fundacji Instytut Inicjatyw Publicznych (do 2016).
Ukończył program ARGO Top Public Executive, który we współpracy z IESE Business School w Barcelonie organizowała Krajowa Szkoła Administracji Publicznej.
W 2015 wraz z MdP wspierał kampanię prezydencką Andrzeja Dudy i przystąpił do Prawa i Sprawiedliwości. Od listopada 2015 pracował w gabinecie politycznym ministra sprawiedliwości, zaś od stycznia 2016 do czerwca 2017 był jego rzecznikiem prasowym. Przez rok zasiadał też w radzie nadzorczej spółki Geovita. W czerwcu 2017 został wybrany w skład tzw. komisji weryfikacyjnej, w marcu 2018 objął w niej funkcję wiceprzewodniczącego. W 2018 jako kandydat PiS został wybrany do Rady m. st. Warszawy (otrzymał ponad 14 tysięcy głosów). W tym organie zasiadał w komisjach zajmujących się infrastrukturą i inwestycjami, integracją europejską oraz sportem.
W maju 2019 z listy PiS kandydował bez powodzenia do Parlamentu Europejskiego (z poparciem Solidarnej Polski), zdobywając ponad 24 tysiące głosów. 10 czerwca tego samego roku powołany na stanowisko sekretarza stanu w Ministerstwie Sprawiedliwości, tego samego dnia objął też kierownictwo nad komisją weryfikacyjną.
W październiku 2019 w wyborach parlamentarnych został wybrany z ramienia PiS do Sejmu, otrzymując 17 459 głosów w okręgu wyborczym nr 19 (Warszawa). Pozostał sekretarzem stanu w MS i przeszedł z PiS do Solidarnej Polski (w maju 2023 przemianowanej na Suwerenną Polskę). W styczniu 2023 zakończył zasiadanie w Komisji do spraw reprywatyzacji nieruchomości warszawskich.
W wyborach parlamentarnych w październiku 2023 utrzymał mandat poselski (z wynikiem 31 369 głosów). W grudniu tego samego roku zakończył pełnienie funkcji wiceministra. W wyborach do Parlamentu Europejskiego w 2024 bezskutecznie kandydował z trzeciego miejsca na liście PiS w okręgu wyborczym nr 4. W październiku 2024, po wejściu Suwerennej Polski w skład PiS, zasiadł w komitecie wykonawczym tej partii.

## Wyniki w wyborach ogólnopolskich
| Wybory | Komitet wyborczy                | Komitet wyborczy       | Organ                            | Okręg          | Wynik          |
| ------ | ------------------------------- | ---------------------- | -------------------------------- | -------------- | -------------- |
| 2019   |                                 | Prawo i Sprawiedliwość | Parlament Europejski IX kadencji | nr 4           | 24 899 (1,80%) |
| 2019   | Sejm IX kadencji                | Prawo i Sprawiedliwość | nr 19                            | 17 459 (1,26%) |                |
| 2023   | Sejm X kadencji                 | Prawo i Sprawiedliwość | nr 19                            | 31 369 (1,83%) |                |
| 2024   | Parlament Europejski X kadencji | Prawo i Sprawiedliwość | nr 4                             | 80 778 (6,19%) |                |

## Życie prywatne
Wychowywał się w Wierzbicy koło Chełma. Jest żonaty, ma dwoje dzieci.